# Villa Verbeelding
Villa Verbeelding (van 1983 tot 2017 Literair Museum) is een museum in België, sinds 1997 gevestigd in een herenhuis aan de Bampslaan 35 in Hasselt.

## Vaste tentoonstellingen

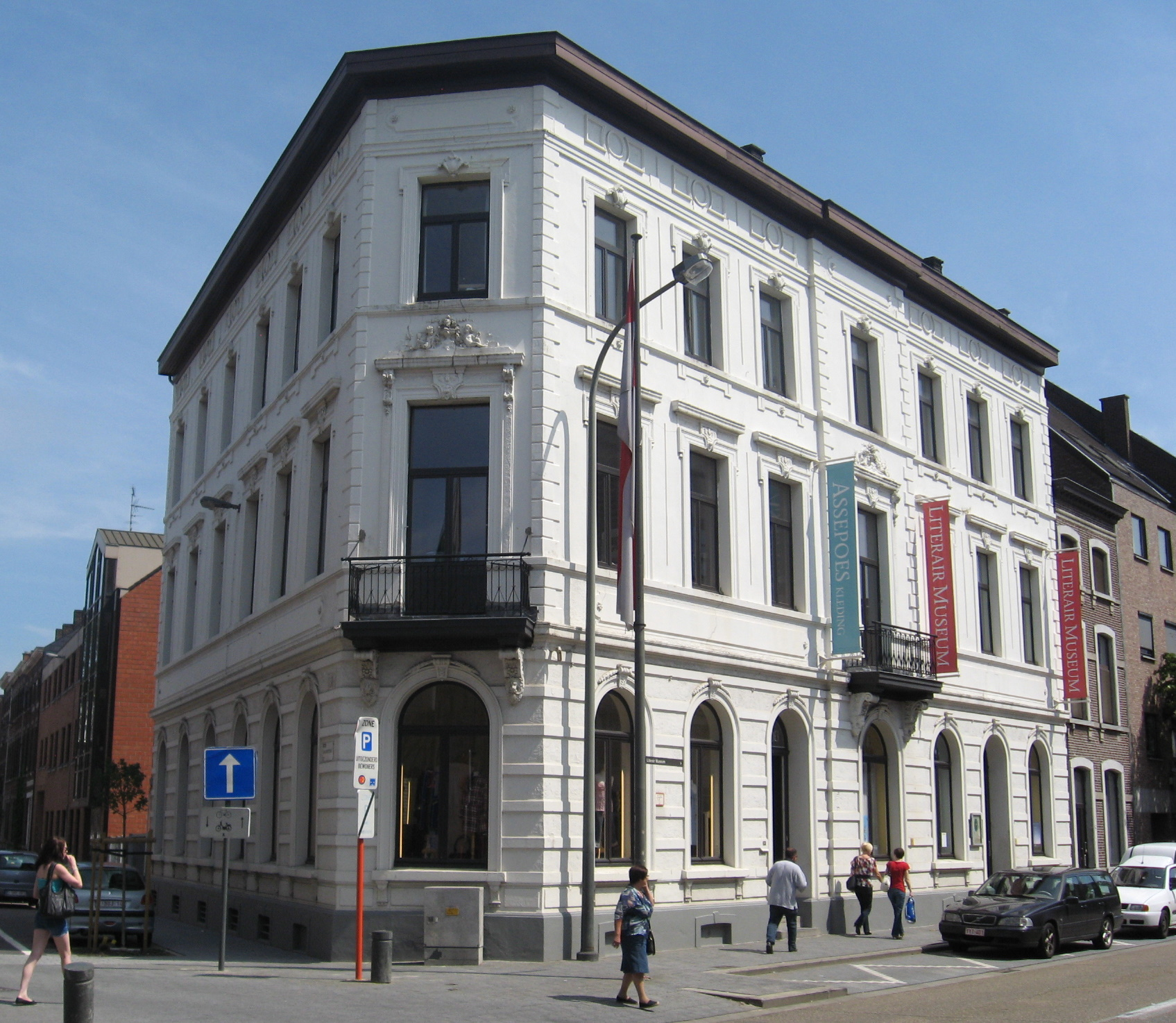
Villa Verbeelding in Hasselt

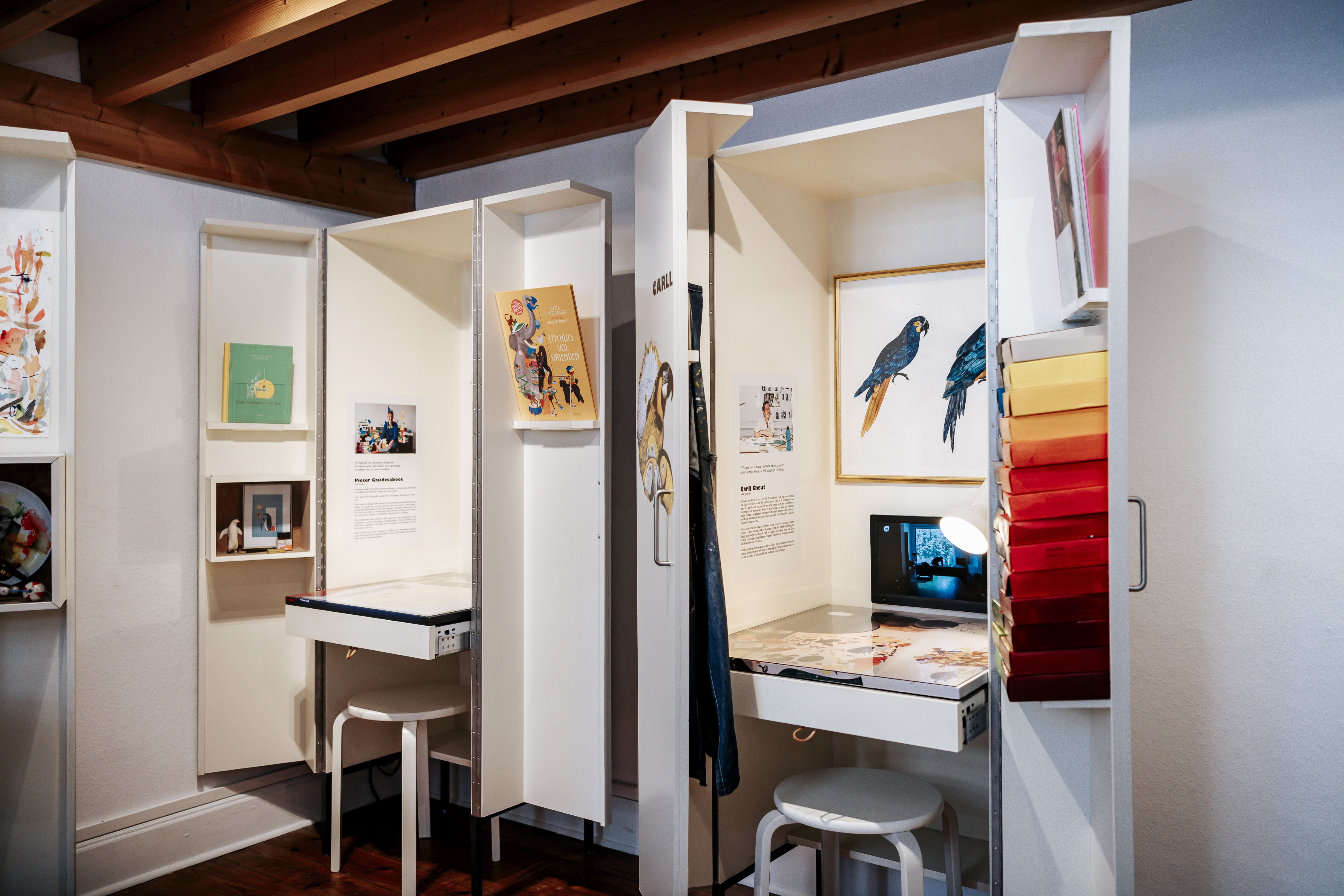
De Illustratiekamer in Villa Verbeelding

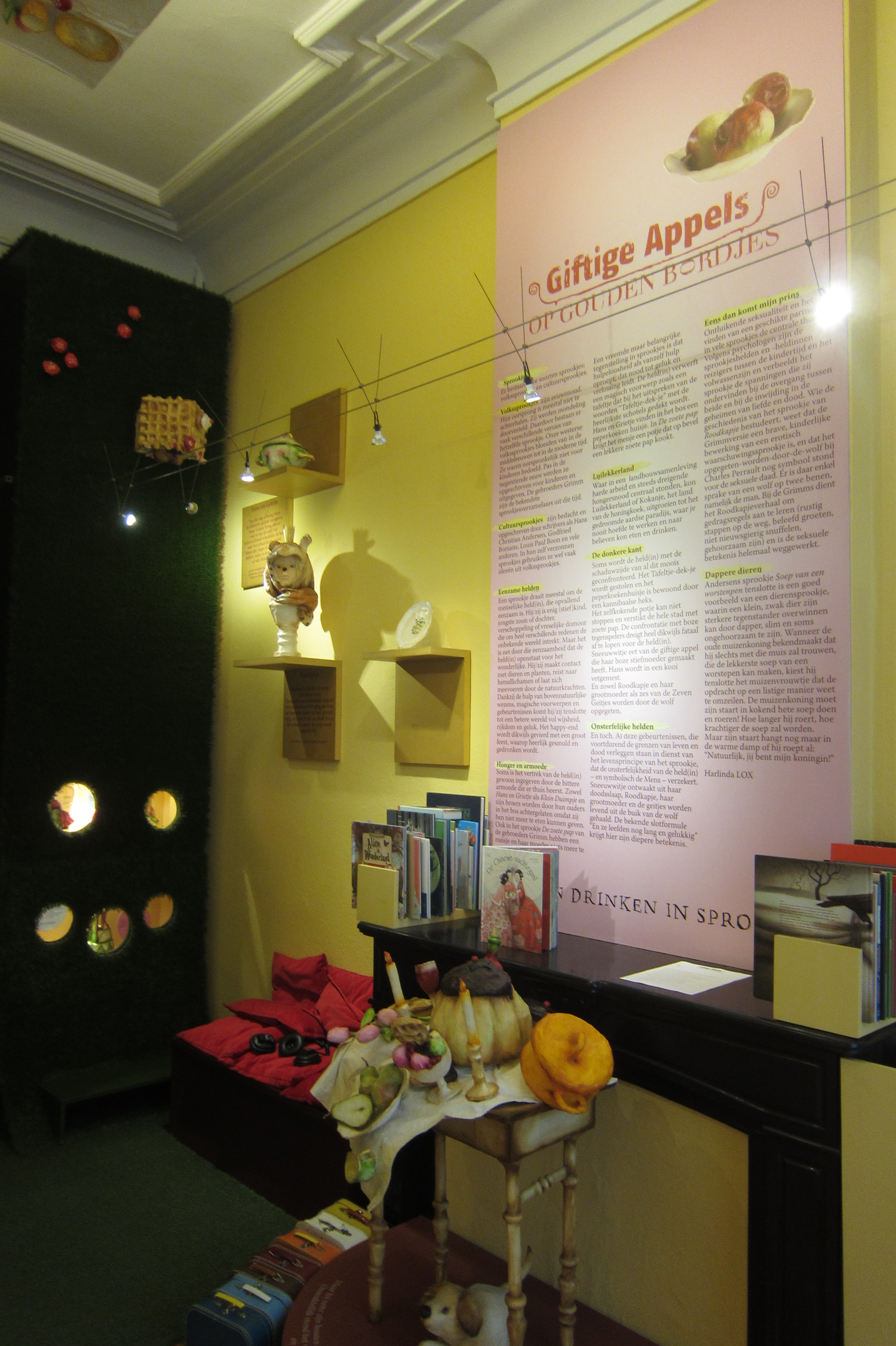
Giftige appels op gouden bordjes in Villa Verbeelding

In het museum leiden vaste en tijdelijke tentoonstellingen voor alle leeftijden de bezoeker door verschillende "boekenwerelden". Het museum is zo opgevat dat elke kamer van het huis een ander thema meekreeg dat met literatuur, boeken of boekillustraties te maken heeft. Inhoudelijke accenten liggen op jeugdliteratuur, sprookjes en vooral illustratie.
Het gehele jaar door zijn de volgende vaste tentoonstellingen te zien en te beleven:
- In De Illustratiekamer worden in 8 kasten evenveel illustratoren voorgesteld aan de hand van illustraties, (schets)boeken, voorwerpen en een filmpje. Bezoekers krijgen een idee van verschillende werkomgevingen en technieken bij het tot stand komen van illustraties voor een prentenboek. De acht voorgestelde illustratoren zijn Carll Cneut, Gerda Dendooven, Pieter Gaudesaboos, Fatinha Ramos, Tom Schamp, Leo Timmers, Sebastiaan Van Doninck en Kaatje Vermeire.  Van dezelfde acht illustratoren zijn er op de Illustratieroute door de stad Hasselt metersgrote illustraties op gevels te zien.
- Giftige appels op gouden bordjes gaat over sprookjes die vol zitten met verwijzingen naar eten en drinken. Giftige appels, keteltjes met overkokend pap, huisjes van peperkoek zijn uitgebeeld in papier-maché door Micheline Vandervreken. Met zeven koffertjes vol opdrachten kunnen kinderen genieten van deze oeverloze wereld. Jongeren en volwassenen doen dan weer kennis op over de diepere betekenis van sprookjes.
- De ABC-kamer is helemaal gewijd aan letters. 26 illustratoren uit binnen- en buitenland ontwierpen speciaal voor deze expo een letter - de originelen hangen aan de muren. In de kamer staat verder een poëtische installatie van vormgever Luk Van der Hallen: alledaagse objecten als een stoel, soepbord, fles of schoenen werden beschreven met een passend gedicht. Een hele muur presenteert ten slotte 19 verschillende alfabetten, van Arabisch tot Urdu.

Tentoonstellingen worden aangevuld met activiteiten voor schoolklassen, groepen en gezinnen: rondleidingen, workshops en masterclasses, lezingen. Villa Verbeelding voorziet bij elke tentoonstelling educatieve pakketten voor kinderen en jongeren die op die manier de tentoonstelling actief ontdekken en zelf creatief aan de slag gaan.

## Recente tijdelijke tentoonstellingen
- 2018: De mooisten van het land. Een portrettengalerij.
- 2018-19: Wreed schoon. Volkssprookjes op reis
- 2019: Uit het goede hout. De houtsnede in prentenboeken - met werk van Luk Duflou, Merlijne Marell, Isabelle Vandenabeele en Vanessa Verstappen
- 2019: Op een dag, misschien... De wereld van Mélanie Rutten
- 2019-2020: Meer dan duizend nachten - met werk van Geertje Aalders, Quentin Gréban, Thé Tjong-Khing, Martijn van der Linden en Annemarie van Haeringen
- 2020-2021: Diep in het bos - met werk van Anne Brouillard, Carll Cneut, Jan De Kinder, Maria Dek en Tom Schamp
- 2021-2022: Brecht Evens - een overzichtstentoonstelling van het werk van Brecht Evens i.s.m. Het Stadsmus
- 2022: Vlaamse illustratoren in Bratislava - met de Vlaamse selectie op de illustratiebiënnale in Bratislava
- 2022: Letterpret - met werk van Charlotte Dematons (originelen boek Alfabet) en van Sassafras De Bruyn, Piet Grobler, Milja Praagman en Tom Schamp
- 2022-2023: Wolf! - met werk van Atak, Bureau Boschberg, Sabien Clement, Joanna Concejo, Gerda Dendooven, Paddy Donnelly, Ana Juan, Thé Tjong-Khing, Riske Lemmens, Merlijne Marell, Marieke Nelissen, Louize Perdieus, Nils Pieters, Barbara Rottiers, Annet Schaap, Marije Tolman, Hannelore Verbruggen, Ludwig Volbeda en Ward Zwart
- 2023: De zee! De zee! - met werk van Huub Berger, Carll Cneut, Joanna Concejo, Ruth De Jaeger, Mattias De Leeuw, Raoul Deleo, Gerda Dendooven, Paddy Donnelly, Ingrid Godon, Mark Janssen, Annet Schaap, Ingrid & Dieter Schubert, Leo Timmers, Marije Tolman, Peter Van den Ende, Mies van Hout, Judith Vanistendael en Ludwig Volbeda
- 2024: Dromen van kleur - met werk van Nadia Budde, Rébecca Dautremer, Gerda Dendooven, Mylo Freeman, Liisa Kallio, Felicita Sala, Hedy Tjin en Tim Van den Abeele.